# Rigadin et l'Homme qu'il assassina
Pour plus de détails, voir Fiche technique et Distribution.
Rigadin et l'Homme qu'il assassina est un film muet français réalisé par Georges Monca, sorti en 1914.

## Fiche technique
- Titre : Rigadin et l'Homme qu'il assassina
- Réalisation : Georges Monca
- Scénario : Georges Monca
- Photographie :
- Montage :
- Société de production : Pathé Frères
- Société de distribution : Pathé Frères
- Pays d'origine :  France
- Langue : film muet avec les intertitres en français
- Métrage : 300 mètres
- Format : Noir et blanc — 35 mm — 1,33:1 — Muet
- Genre :  Comédie
- Durée : 10 minutes
- Dates de sortie : 
  - France : 3 juillet 1914

## Distribution
- Charles Prince : Rigadin
- Charles Lorrain
- Fernand Rivers
- Andrée Féranne
- Mme Volange